# Consell General de València
El Consell General de València va ser una institució activa des de l'any 1238 a l'any 1707 encarregada del govern de la ciutat de València. L'oficial de major rang era el Jurat en Cap comparable a la figura actual de l'alcalde. És l'antecessor de l'actual ajuntament o Consell Municipal de València i tenia la seua seu a la Casa de la Ciutat.
| «                                                                           | (castellà) València tenia en aquest cos deliberatiu un veritable Senat. La seva elecció era estrictament popular, prenent-hi part tots els gremis o oficis. Era de dret el cos consultiu dels Jurats; intervenia en tots els negocis administratius i econòmics de la capital; era el defensor nat i incorruptible dels Furs i, per tant, de la llibertat del país; s'entenia amb el Rei directament; nomenava representants a prop de la Cort, per protegir la inviolabilitat dels privilegis; servia de mediador entre el Rei i el poble; decidia els dubtes que passaven pel que fa a la intel·ligència d'un Fur; promovia les obres públiques; fixava els pressupostos; designaven el nombre de tropes que s'havien de concedir als Reis en casos de guerra; concedia o negava els donatius que exigien els Monarques; concedia pensions; publicava les lleis sumptuàries; resolia les grans qüestions civils durant les circumstàncies de perill: en una paraula, era la representació veritable de l'ordre, de la legalitat, de la justícia, de la llibertat i de la independència. | » |
| — Apunts històrics sobre els Furs de l'antic Regne de València, Vicent Boix | |   |

## Història
El Consell General va ser fundat després de la conquesta de València pel Rei en Jaume I i va romandre actiu inclòs durant la Revolta de les Germanies fins que l'any 1707, després de la Guerra de Successió Espanyola i els posteriors decrets de nova planta que abolien els furs de València (on aquesta institució d'entre altres estava recollida), va ser abolida.